# SJ
SJ è il principale operatore di treni passeggeri in Svezia. SJ è una società interamente statale, gestita a scopo di lucro e in condizioni di mercato, che offre vari servizi in tutta la Svezia. Le attività di SJ comprendono treni ad alta velocità, treni interurbani, treni notturni e treni regionali, con alcuni servizi che si estendono fino in Danimarca e Norvegia e Germania.
Le radici della SJ risalgono al 1856, tuttavia è stata fondata nella sua forma attuale come operatore di treni passeggeri (SJ AB) nel 2001, in seguito alla ristrutturazione di Statens Järnvägar, l'ex agenzia governativa responsabile delle ferrovie svedesi. SJ AB controlla società come SJ Götalandståg, SJ Stockholmståg e SJ Norge, che gestiscono servizi regionali nella Svezia occidentale, nella contea di Stoccolma e in Norvegia.

## Storia

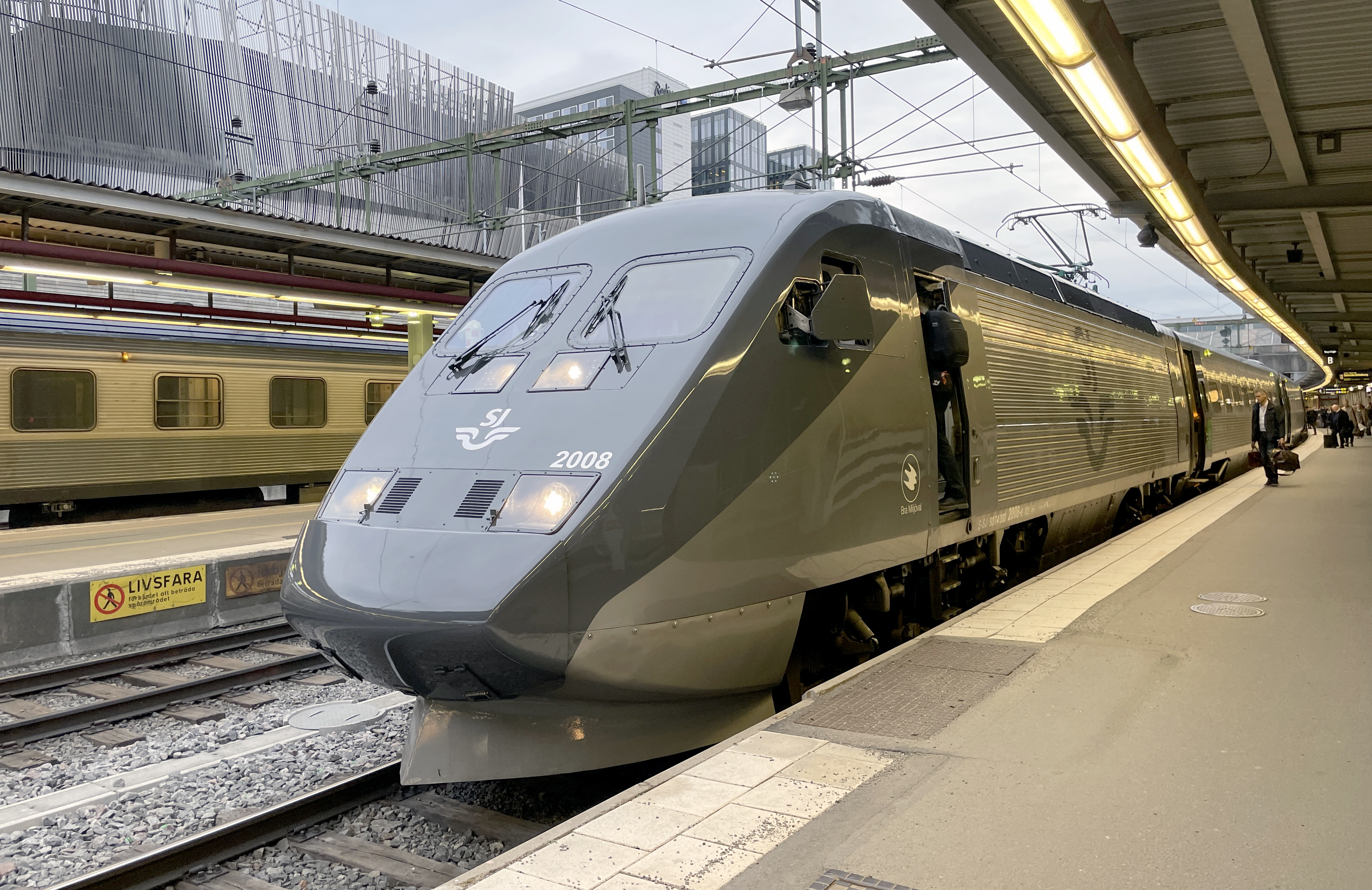
Treno SJ nella stazione di Stoccolma Centrale

SJ AB è stata costituita nel 2001, in seguito alla ristrutturazione di Statens Järnvägar. Questa ristrutturazione ha diviso l'agenzia in sei distinte società per azioni di proprietà statale, tra cui SJ per i treni passeggeri, Green Cargo per il trasporto merci e Jernhusen per gli edifici ferroviari.